# Barbora Géciová
Barbora Géciová (7. září 1910 – ???) byla slovenská a československá politička a poúnorová bezpartijní poslankyně Národního shromáždění ČSSR.

## Biografie
Ve volbách roku 1960 byla zvolena do Národního shromáždění ČSSR za Západoslovenský kraj jako bezpartijní poslankyně. V Národním shromáždění zasedala až do konce jeho funkčního období, tedy do voleb v roce 1964.